# Emmanuel Krivine
Emmanuel Krivine (Grenoble, 7 de maig de 1947) és un director d'orquestra francès.

## Biografia
Fill de mare polonesa i pare rus, va estudiar el violí quan era jove i va ser guanyador del Primer Premi al Conservatori de París, als 16 anys. Més tard va estudiar a l'Escola Reina Elisabeth de Brussel·les. Va deixar el 1981 de tocar el violí després d'un accident de cotxe.
Inspirat en una reunió amb Karl Böhm, Krivine va començar a desenvolupar interès en la direcció d'orquestra. Va ser el principal director invitat de l'Orquestra Filharmònica de Ràdio França de 1976 a 1983. Entre els anys 1987 i 2000, va ser director musical de l'Orquestra Nacional de Lió. També ha exercit el càrrec com a director musical de l'Orchestre des Jeunes Français durant onze anys.
El 2006, es va convertir en director musical de l'Orquestra Filharmònica de Luxemburg (OPL), amb un contracte inicial de tres anys, després d'haver estat el principal director invitat de l'orquestra el 2002. El maig de 2009, Krivine va estendre el seu contracte amb l'orquestra fins a la temporada 2014-2015.